# Hunton Bridge
Hunton Bridge – wieś w Anglii, w hrabstwie Hertfordshire, w dystrykcie Three Rivers. Leży 28 km na zachód od miasta Hertford i 33 km na północny zachód od centrum Londynu. Miejscowość liczy 327 mieszkańców.